# Plan Morgenthau
Pour les articles homonymes, voir Morgenthau.

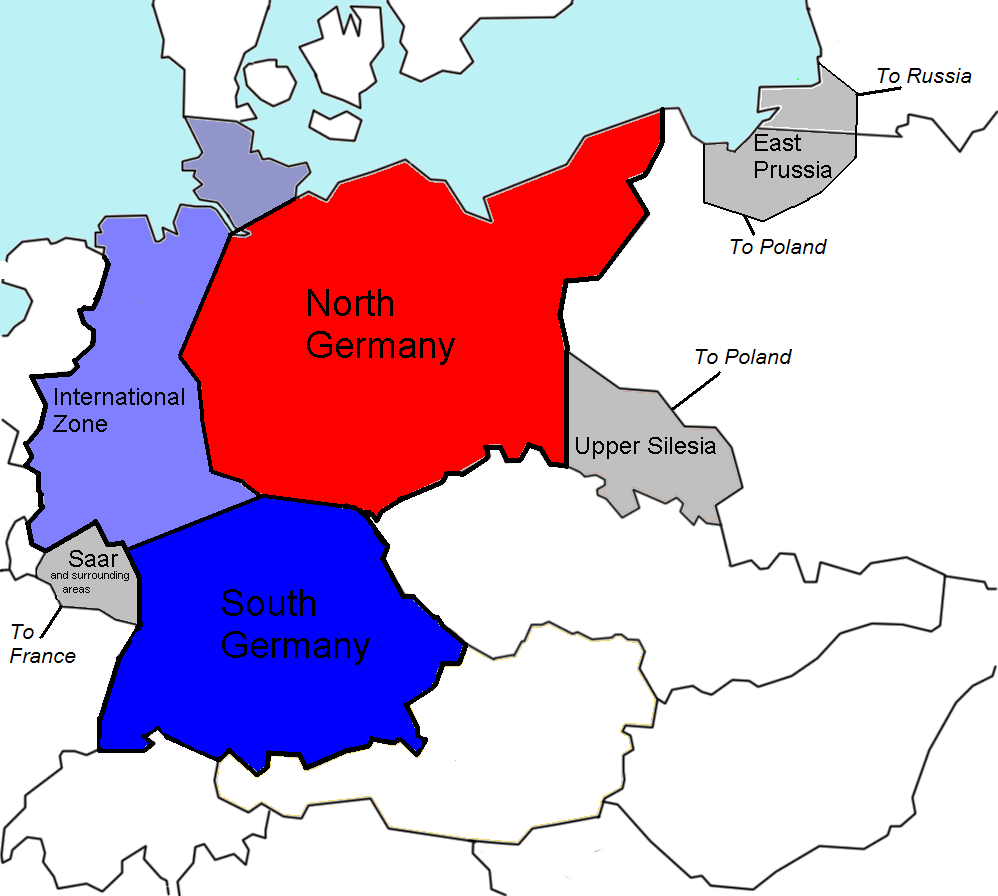
La partition de l'Allemagne après la guerre prévue par le plan Morgenthau.

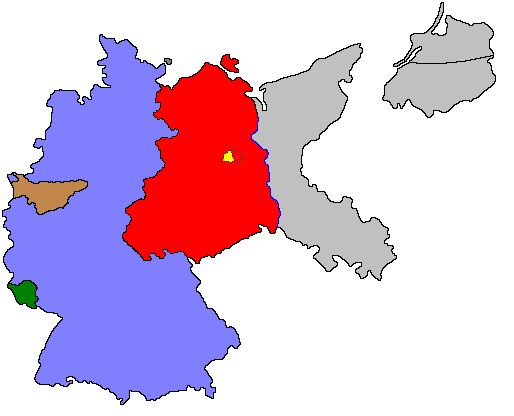
La partition effectuée en 1949 avec l'Autorité internationale de la Ruhr (en brun) et le protectorat de Sarre (en vert). En jaune, la situation particulière de Berlin-Ouest.

Le plan Morgenthau (/ˈmɔːɹ.ɡən.θɔː/) est un projet d'occupation de l'Allemagne après la Seconde Guerre mondiale, qui a été conçu dans les années 1940 par Henry Morgenthau, alors secrétaire au Trésor (ministre des Finances) des États-Unis. Il avait pour but d'empêcher l'Allemagne de déclencher une nouvelle guerre, en divisant son territoire.

## Histoire
Il se composait de trois points principaux :
- l'Allemagne devait être divisée en deux État indépendants, un au nord et un au sud ;
- La Rhénanie du Nord devait être transformée en zone internationale, protégée par l'armée britannique, et des territoires étaient cédés aux voisins de l'Allemagne : la Sarre à la France, la Silésie à la Pologne et la Prusse-Orientale partagée entre la Pologne et l'Union soviétique ;
- Toutes les industries lourdes devaient être démantelées et détruites (destruction et inondations des mines de charbon et de fer)

Il prévoyait par ailleurs un paiement par l'Allemagne de réparations aux pays vainqueurs.
Une version allégée de ce plan, qui se limitait à transformer l'Allemagne en une nation principalement agricole et pastorale, sans industrie, fut adoptée par le président des États-Unis Franklin D. Roosevelt et le Premier ministre britannique Winston Churchill à la seconde conférence de Québec, en septembre 1944. Ce dernier fut d'abord réticent, mais finit par l'accepter malgré les protestations de son cabinet.
Ce plan fut très critiqué, en particulier par le cabinet britannique, compte tenu des effets désastreux de la neutralisation de l'Allemagne par le traité de Versailles de 1919.
Roosevelt a peu à peu révisé son opinion à l’égard de ce plan, qui finit par être abandonné en septembre 1946, et formellement répudié en juillet 1947.

En 1947, Herbert Hoover écrit : 
« There is the illusion that the New Germany left after the annexations can be reduced to a 'pastoral state'. It cannot be done unless we exterminate or move 25,000,000 people out of it »
— cité par John Dietrich, The Morgenthau Plan: Soviet Influence on Amer Postwar Policy, Algora Publishing, 2007, p. 117.

« C’est une illusion de croire que ce qu’il restera de l’Allemagne après les pertes de territoires puisse être réduit à un « État pastoral ». C’est impossible, sauf à exterminer ou envoyer ailleurs vingt-cinq millions de personnes »
— The Morgenthau Plan: Soviet Influence on Amer Postwar Policy, Algora Publishing, 2007, p. 117.
En 1951, les démontages d'usines et les strictes limitations de la production sont abandonnés.

## Citations
« Il faut faire sentir aux Allemands que les méthodes de guerre sans pitié de l'Allemagne et la résistance nazie fanatique ont détruit l'économie allemande et rendu inévitable le chaos et la souffrance et qu'ils ne peuvent fuir les conséquences d'actes dont ils sont responsables. L'Allemagne n'est pas occupée dans le but d'être libérée, mais en tant que nation ennemie. Elle devra être désarmée, dénazifiée et décentralisée. La fraternisation entre occupants et occupés sera fortement découragée. Les principales industries seront contrôlées ou supprimées. »

— Franklin D. Roosevelt